# Fabio Di Lorenzo
Fabio Di Lorenzo (Roma, 26 marzo 1964 – Roma, 27 novembre 2001) è stato un vigile del fuoco italiano, insignito della medaglia d'oro al valor civile alla memoria.

## Biografia
Nato a Roma, egli faceva parte, in qualità di autista del mezzo, della Squadra "6A" del Distaccamento Nomentano di Roma del Corpo dei Vigili del Fuoco. Il 27 novembre 2001, la Squadra fu inviata in via Ventotene a seguito di una segnalazione di fuga di gas. Mentre il personale giunto sul posto stava provvedendo ad allontanare le persone presenti nella zona, vi fu una forte esplosione in conseguenza di una fuga di gas che causò la morte di quattro cittadini, del Capo Squadra Danilo Di Veglia e dei vigili del fuoco Sirio Corona, Fabio Di Lorenzo e il ferimento mortale di Alessandro Manuelli, deceduto il 2 dicembre successivo presso l'Ospedale "Sandro Pertini" di Roma. Egli fu colpito da un'autovettura lanciata in aria a seguito dell'esplosione e il suo corpo fu recuperato per primo.
L'evento è ricordato come la strage di via Ventotene.

## Riconoscimenti
Alla memoria di Fabio Di Lorenzo, in data 5 febbraio 2002, è stata conferita la Medaglia d'Oro al Valor Civile, uno dei riconoscimenti più importanti attribuiti agli appartenenti al Corpo.
A Roma, in memoria dell'evento, è stato eretto un monumento in un parco limitrofo. Nel corso del 2017, si è tenuta una cerimonia di deposizione di corona in ricordo.
Il Comune di Roma, nel quartiere Nomentano, all'interno del già esistente parco di Villa Narducci, situato tra Via Matilde di Canossa e Via di Villa Narducci, ha intitolato quel luogo di aggregazione alla memoria del Vigile del Fuoco Fabio Di Lorenzo.
Il 29 novembre 2006, si è tenuta la commemorazione dell'evento presso il parco dedicato a suo nome.
Il 27 novembre 2008, il Corpo nazionale dei vigili del fuoco ha intitolato a lui e al collega Alessandro Manuelli la Caserma di via Romagnoli Distaccamento Nomentano Vigili del fuoco di Roma.
Walter Veltroni ricorda e descrive la vicenda nel suo volume "Roma. Storie per ritrovare la mia città".